# Grand Prix San Marina 2004

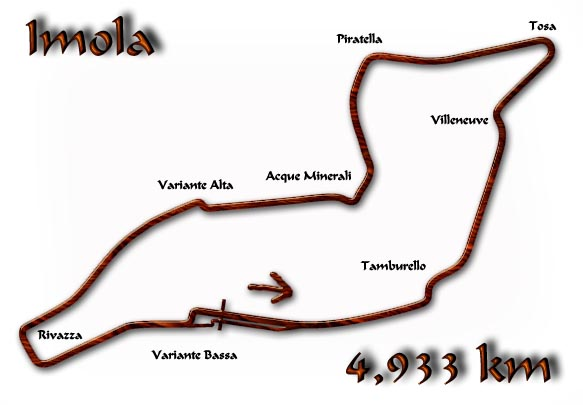
Mapka okruhu

Grand Prix San Marina 24o Gran Premio Foster's di San Marino
- Typ: Formule 1
- 25. duben 2004
- Okruh Imola
- 62 kol x 4,933 km = 305,609 km
- 717. Grand Prix
- 74. vítězství Michaela Schumachera
- 171. vítězství pro Ferrari

## Výsledky
| Pozice | Jezdec               | Vůz             | Čas         |
| ------ | -------------------- | --------------- | ----------- |
| 1      | Michael Schumacher   | Ferrari F2004   | 1:26'19.670 |
| 2      | Jenson Button        | BAR 006         | á 0:09:702  |
| 3      | Juan Pablo Montoya   | Williams FW26   | á 0:21"617  |
| 4      | Fernando Alonso      | Renault R 24    | á 0:23:654  |
| 5      | Jarno Trulli         | Renault R 24    | á 0:36"216  |
| 6      | Rubens Barrichello   | Ferrari F2004   | á 0:36:683  |
| 7      | Ralf Schumacher      | Williams FW26   | á 0:55:730  |
| 8      | Kimi Räikkönen       | McLaren MP 4/19 | á 1 kolo    |
| 9      | Giancarlo Fisichella | Sauber C 23     | á 1 kolo    |
| 10     | Felipe Massa         | Sauber C 23     | á 1 kolo    |
| 11     | Olivier Panis        | Toyota TF 104   | á 1 kolo    |
| 12     | David Coulthard      | McLaren MP 4/19 | á 1 kolo    |
| 13     | Mark Webber          | Jaguar R5       | á 1 kolo    |
| 14     | Christian Klien      | Jaguar R5       | á 2 kola    |
| 15     | Zsolt Baumgartner    | Minardi PS 04 B | á 4 kola    |
| 16     | Takuma Sató          | BAR 006         | á 6 kola    |
| Kolo   | Odstoupili           | -               | -           |
| 48     | Nick Heidfeld        | Jordan EJ 14    | Převodovka  |
| 32     | Cristiano da Matta   | Toyota TF 104   | Převodovka  |
| 22     | Gianmaria Bruni      | Minardi PS 04 B | Brzdy       |
| 6      | Giorgio Pantano      | Jordan EJ 14    | Nehoda      |

### Nejrychlejší kolo
- Michael SCHUMACHER Ferrari 	1'20.411 - 220.850 km/h

### Vedení v závodě
- 1-8 kolo Jenson Button
- 9-62 kolo Michael Schumacher

### Postavení na startu
- Červeně – výměna motoru / posunutí o 10 příček na startu

| 1. řada  | 1                  | 2                    |
|          | Jenson Button      | Michael Schumacher   |
|          | BAR                | Ferrari              |
|          | 1'19.753           | 1'20.011             |
| 2. řada  | 3                  | 4                    |
|          | Juan Pablo Montoya | Rubens Barrichello   |
|          | Williams           | Ferrari              |
|          | 1'20.212           | 1'20.451             |
| 3. řada  | 5                  | 6                    |
|          | Ralf Schumacher    | Fernando Alonso      |
|          | Williams           | Renault              |
|          | 1'20.538           | 1'20.895             |
| 4. řada  | 7                  | 8                    |
|          | Takuma Sato        | Mark Webber          |
|          | BAR                | Jaguar               |
|          | 1'20.913           | 1'20.921             |
| 5. řada  | 9                  | 10                   |
|          | Jarno Trulli       | Cristiano da Matta   |
|          | Renault            | Toyota               |
|          | 1'21.034           | 1'21.087             |
| 6. řada  | 11                 | 12                   |
|          | David Coulthard    | Felipe Massa         |
|          | McLaren            | Sauber               |
|          | 1'21.091           | 1'21.532             |
| 7. řada  | 13                 | 14                   |
|          | Olivier Panis      | Christian Klien      |
|          | Toyota             | Jaguar               |
|          | 1'21.558           | 1'21.949             |
| 8. řada  | 15                 | 16                   |
|          | Giorgio Pantano    | Nick Heidfeld        |
|          | Jordan             | Jordan               |
|          | 1'23.352           | 1'23.488             |
| 9. řada  | 17                 | 18                   |
|          | Gianmaria Bruni    | Giancarlo Fisichella |
|          | Minardi            | Sauber               |
|          | 1'26.899           | - -- ---             |
| 10. řada | 19                 | 20                   |
|          | Zsolt Baumgartner  | Kimi Räikkönen       |
|          | Minardi            | McLaren              |
|          | 1'46.299           | - -- ---             |
| -------- | ------------------ | -------------------- |

### Zajímavosti
- Jenson Button startoval do 70 GP Felipe Massa a Cristiano Da Matta zase do své 20 GP.
- Stáj BAR stejně jako Jenson Button zajela své 1 pole positions.
- Pneumatiky Bridgestone zajeli 75 nej. kolo
- Motor Honda stal po 75 na pole positions